# الاتحاد الدولي لكرة السرعة
الاتحاد الدولي لكرة السرعة (بالإنجليزية: The International Federation of Speed-Ball)‏ ويعرف بالفيسب (FISB) اختصارًا تاسس في عام 1984 من قبل مصر، فرنسا واليابان. وسرعان ما انضمت العديد من الدول للاتحاد مثل (الولايات المتحدة، كندا، الصين، النمسا، سويسرا، سلوفينيا، الدانمارك، .....). يرأس الاتحاد أحمد لطفي. الاتحاد الدولي لكرة السرعة بالإنجليزية: INTERNATIONAL FEDERATION OF SPEEDBALL أو اختصارا (FISB) ، وهو أعلى سلطة في العالم. وجد الاتحاد لتعزيز والإشراف على كرة السرعة في العالم، وذلك كوسيلة للمساهمة في التطور الإيجابي للمجتمعات. أعضاء الاتحاد هم الاتحادات الوطنية لكرة السرعة إلى جانب الاتحادات القارية التي تمثل كل القارات.
بطولات كرة السرعة تنظم من قبل الاتحاد الدولي أو من قبل الاتحادات القارية أو الوطنية أو المحلية التابعة له. أفضل الفرق في البطولات المحلية تقدم إلى البطولة الوطنية. يتم اختيار أفضل اللاعبين ضمن الفريق الوطني الذي يشارك في البطولة القارية أو العالمية لكرة السرعة .
الاتحاد الدولي لكرة السرعة
INTERNATIONAL SPEEDBALL FEDERATION
الاختصارات :- FISB
المقر الرئيسي:- مصر 🇪🇬 القاهرة
تاريخ التأسيس:- 1984
عدد الدول الاعضاء:- 67 دولة
منطقة الخدمة:- العالم
رئيس الاتحاد الدولي :- Ahmed lotfy🇪🇬
الموقع الرسمي:- www.worldspeedball.org